# 손불초등학교
손불초등학교는 대한민국 전라남도 함평군 손불면 대전리에 있는 공립 초등학교다.

## 학교 연혁
- 2020년 2월 13일 제90회 졸업식(누계: 6015명)
- 2019년 2월 14일 제89회 졸업식(누계: 6007명)
- 2018년 9월 1일 제28대 김철성 교장 부임
- 2018년 2월 8일 제88회 졸업식(누계: 5998명)
- 2005년 3월 1일 용암분교장 통폐합
- 1999년 3월 1일 손불남초등학교 통폐합
- 1996년 3월 1일 손불초등학교로 개칭[2]
- 1981년 1월 16일 병설유치원 개원
- 1949년 12월 31일 손불국민학교로 명칭 변경[3]
- 1941년 4월 1일 손불공립국민학교로 개칭[4]
- 1938년 4월 1일 손불공립심상소학교로 개칭[5]
- 1927년 4월 25일 손불공립보통학교 개교
- 1926년 10월 1일 설립인가

## 참고 자료
- 손불초등학교 - 한국교육학술정보원 학교알리미